# Hvannadalshnúkur
A Hvannadalshnúkur vagy Hvannadalshnjúkur egy hegycsúcs az izlandi Öræfajökull vulkán északnyugati peremén, Izland legmagasabb pontja. Egy 2005 augusztusában végzett mérés alapján magassága a korábban elfogadott 2119 méter helyett 2109,6 méter. A hegycsúcs a Skaftafell Nemzeti Park része.
- A Wikimédia Commons tartalmaz Hvannadalshnúkur témájú kategóriát.